# Circuito callejero de Moscú
El circuito callejero de Moscú es un circuito urbano de la ciudad de Moscú, Rusia, en torno al ex hotel Rossiya en las proximidades del Kremlin, para disputar la novena fecha 2015 del campeonato de Fórmula E. Contará con una extensión de 2,39 km y 13 curvas (oficialmente, ya que tiene otras tres curvas no consideradas oficialmente) en la carrera inaugural a efectuarse el 6 de junio de 2015.

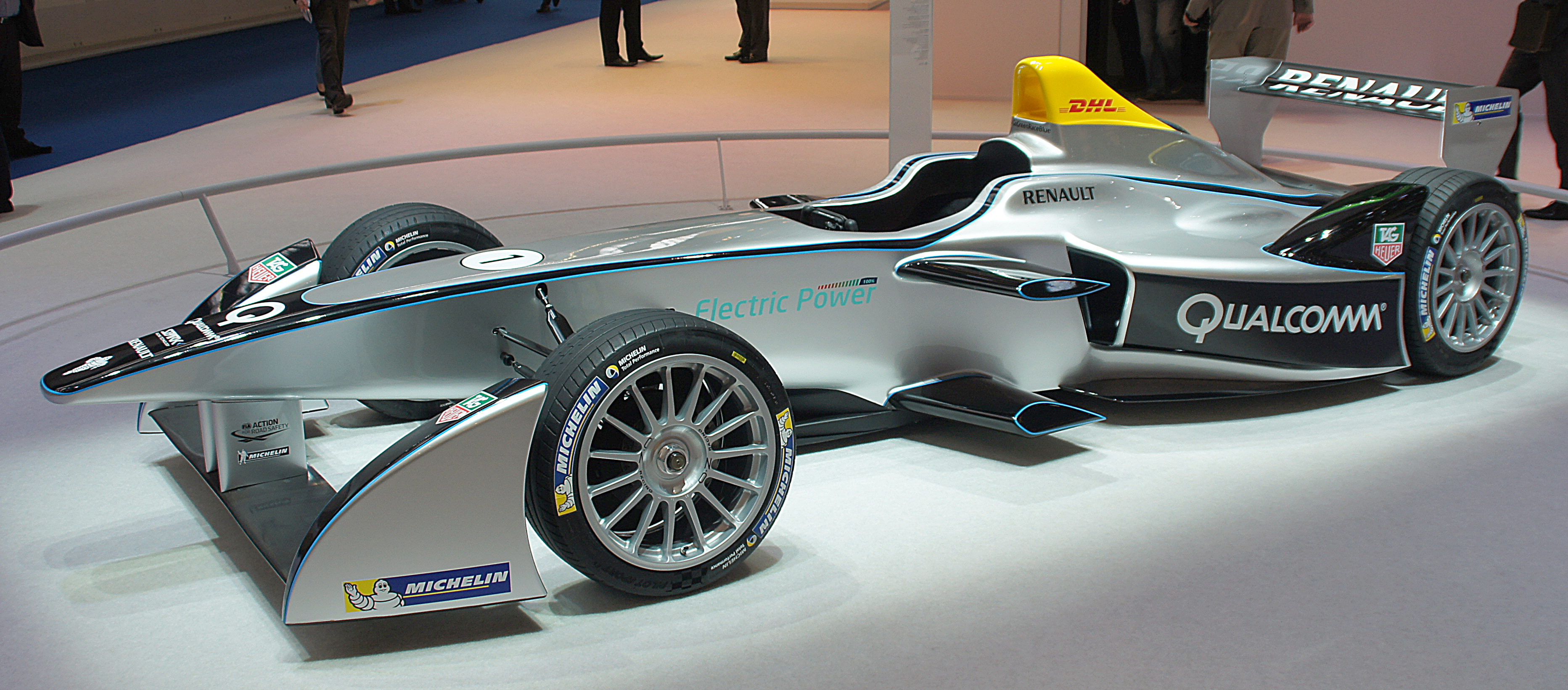
Spark-Renault SRT 01 E

## Pódio inaugural
| Pos. | Nº | Piloto             | Equipo                        | Vuelta rápida | Diferencia | P. |
| ---- | -- | ------------------ | ----------------------------- | ------------- | ---------- | -- |
| 1    | 99 | Nelson Piquet, Jr. | China Racing Formula E Team   | 1:11.942      | +0.0       | 2  |
| 2    | 11 | Lucas Di Grassi    | ABT Schaeffler Formula E Team | 1:11.957      | +2,012     | 3  |
| 3    | 23 | Nick Heidfeld      | Venturi Formula E Team        | 1:11.924      | +11.548    | 8  |